# لاوینیا

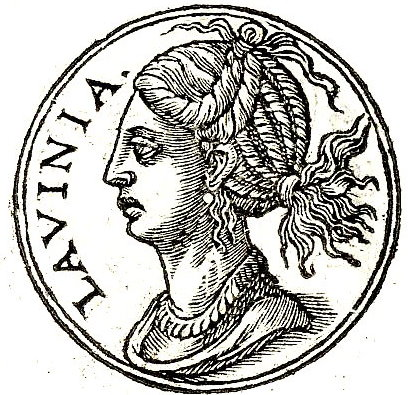
تصویری خیالی از لاوینیا

لاوینیا (انگلیسی: Lavinia) در اسطوره‌شناسی روم دختر لاتینوس و آماتا و آخرین همسر آینیاس است.